# Argyrolacia
Argyrolacia là một chi bướm đêm thuộc họ Gelechiidae.